# Кириленко Варфоломій Гаврилович
Варфоломі́й Гаври́лович Кириле́нко (нар. 25 серпня (7 вересня) 1893, с. Хлоп'яники, тепер Сосницького району Чернігівської області — †2 січня 1965, м. Торонто, Канада) — український поет і перекладач. Псевдоніми — Павло Гавриш, Степ Павло.

## Біографія
Закінчив криворізьку гімназію (1912), військову фельдшерську школу, працював фельдшером до революції. Брав участь у Першій світовій війні, національно-визвольних змаганнях українського народу (1917—1920). Воював на фронтах першої світової війни, в 1917 році займався українізацією військових частин. Був делегатом військових з'їздів в Одесі та Києві. Брав участь у параді, що його приймав Головний отаман УНР Симон Петлюра. Воював у Залізній дивізії УНР. Керував «Просвітою» на Херсонщині. Закінчив Криворізьку вчительську семінарію. Був редактором криворізької газети «Вісті» (1920).
Навчався 1921–1924 в Кам'янець-Подільському інституті народної освіти (історико-філологічний факультет). У цей період у Кам'янці-Подільському був редактором літературного журналу «Буяння», працював літературним редактором у газеті «Червона правда». Разом з Іваном Дніпровським, Захаром Кицюком очолював кам'янецьку філію «Гарту».
Був асистентом професора М. А. Плевако, працював у видавництві (м. Харків). Був членом Спілки письменників. Остання його публікація в радянський час — 1925 року. При цьому він виступав під псевдонімом В. Арфолом Працював бухгалтером, а виживав, за спогадами сина, продаючи свою велику бібліотеку та перекладаючи з російської для інших авторів.
1942 разом із сином вивезений з Кривого Рога на примусові роботи в Німеччину. Працював робітником у місті Галле, видавав дитячі книжки у Гайденаві.
Потім емігрував до Англії (з 1948), з 1954 р. — до Канади (м. Торонто). Викладав на курсах українознавства, редагував журнал «Молода Україна».
За даними дослідника Григорія Гусейнова, змінив ім'я та прізвище задля збереження підрадянської родини від репресій. Помер 2 січня 1965 року і похований у Торонто (Канада) під ім'ям Павло Степ.

## Творчість
Автор збірок поезій «Відгуки квилінь», «Хмиз» (1920), новели «Остання ніч» (1922), п'єси «Так було» (1925), «Відгуки квилінь» (1921), «Остання ніч» (1922), «Брати» (1960), поеми «Дмитро Дорошенко», драматичних творів, казок.
Переклав окремі твори Аркадія Гайдара, Валентина Катаєва, Олексія Новикова-Прибоя та ін.
- Степ П. Вірші // Хрестоматія української літератури в Канаді. — Едмонтон, 2000. — С. 65-66.
- Степ Павло. Брати. — Торонто: Батьківщина, 1968. — 38 с.